# Silvano Tranquilli
Silvano Tranquilli (* 23. August 1925 in Rom, Italien; † 10. Mai 1997 ebenda) war ein italienischer Schauspieler bei Bühne, Film und Fernsehen.

## Leben und Wirken
Tranquilli erhielt gleich nach dem Zweiten Weltkrieg seine Schauspielausbildung an der Accademia Sharoff seiner Heimatstadt Rom und schloss sich anschließend den Theatertruppen von Salvo Randone und Vittorio Gassman an. 1955 gab er sein Filmdebüt, 1959 stand Tranquilli erstmals vor einer Fernsehkamera. In den folgenden vier Jahrzehnten wurde der attraktive Römer mit einer Fülle von Nebenrollen in Filmen der unterschiedlichsten Genres bedacht, in der Frühphase seiner Karriere auch in zwei Horrorkultfilmen der Regisseure Riccardo Freda (Das schreckliche Geheimnis des Dr. Hichcock) und Antonio Margheriti (Danza macabra), in denen er unter dem Pseudonym Montgomery Glenn mitwirkte.
Er blieb in der Folgezeit keinem Genre besonders verbunden – Tranquilli wirkte sogar in einigen wenigen Softsexfilmchen der 1970er Jahre mit – hatte aber besonderen Erfolg mit Polizei- und Kriminalfilmen. Man sah Tranquilli aber auch in Gesellschaftsdramen, Italowestern und erneut Horrorfilmen, seltener in Komödien. Seine größte Rolle erhielt Tranquilli ausgerechnet vom deutschen Fernsehen, als man ihn Mitte der 1970er Jahre die Hauptrolle des Institutsleiters Louis Palm in dem ZDF-Science-Fiction-Mehrteiler Das Blaue Palais anbot. Tranquillis bevorzugtes Rollenfach waren Vertreter des gehobenen Bürgertums; so sah man sah ihn immer wieder als Akademiker und Polizeiinspektor.

## Filmografie
- 1955: Adriana Lecouvreur
- 1958: Napoli sole mio!
- 1959: Perfide … ma belle
- 1960: Call-Girls (I piaceri del sabato notte)
- 1962: Das schreckliche Geheimnis des Dr. Hichcock (L’orribile segreto del Dr. Hichcock)
- 1963: Paul Claudel (Fernsehfilm)
- 1963: Sabrina (Fernsehfilm)
- 1963: Giuseppe Verdi (TV-Mehrteiler)
- 1964: Danza macabra
- 1965: Il sale della terra (Fernsehfilm)
- 1965: L‘ammiraglio (Fernsehfilm)
- 1966: Spara forte, più forte… non capisco
- 1966: I due sanculotti
- 1967: Missione Wiesenthal (Fernsehfilm)
- 1968: Casa bi bambola (Fernsehfilm)
- 1968: La Donna di quadri (Fernseh-Mehrteiler)
- 1969: Ohne viel von ihr zu wissen (Senza sapere niente di lei)
- 1969: D’Artagnan (Fernseh-Vierteiler)
- 1969: Sonnenblumen (I girasoli)
- 1970: Quadratur der Liebe (Cuori solitari)
- 1970: Das Gesetz des Schweigens (E venne il giorno dei limoni neri)
- 1971: Der schwarze Leib der Tarantel (La tarantola dal ventre nero)
- 1971: La controfigura
- 1971: Dracula im Schloß des Schreckens (Nella stretta morsa del ragno)
- 1971: Das Messer (Una farfalla con le ali insanguinate)
- 1972: La gatta in calore
- 1972: Man nennt ihn Sacramento (Sei jellato amico… hai incontrato Sacramento)
- 1972: So schön – so nackt – so tot (Rivelazioni di un maniaco sessuale al capo della squadra mobile)
- 1973: Comtesse des Grauens (Ceremonía sangrienta)
- 1973: Ein glückliches Jahr (La bonne année)
- 1973: Tote Zeugen singen nicht (La polizia incrimina la legge assolve)
- 1973: Tödlicher Haß (Tony Arzenta)
- 1973: Tagebuch eines Italieners (Diario di un italiano)
- 1974: Ein Leben lang (Toute une vie)
- 1974: Der Luftballonverkäufer (Il venditore di palloncini)
- 1974: Per le antiche scale
- 1974–1976: Das Blaue Palais (Fernsehfilm-Mehrteiler)
- 1975: Flash Solo (Il giustiziere sfida la città)
- 1975: MitGift
- 1975: Sonne, Sand und heiße Schenkel (Peccati di gioventù)
- 1975: Verdammte heilige Stadt (Roma violenta)
- 1976: Camorra – Ein Bulle räumt auf (Napoli violenta)
- 1977: La bravata
- 1978: Die Schweizer Affäre (L'affaire Suisse)
- 1979: Star Odyssey (Sette uomini d'oro nello spazio)
- 1980: Country Lady (Tranquille donne di campagna)
- 1980: Der Puma-Man (L’uomo puma)
- 1985: Uno topolino amarante
- 1985: L'ultimo giorno
- 1988: Don Bosco
- 1990: Odore di spigo
- 1995: Le retour d‘Arsène Lupin (zwei Folgen der Fernsehserie)